# アドリアーネ・ロペス
アドリアーネ・ロペス（Adriane Lopes、1976年6月26日 - ）は、ブラジルの政治家兼弁護士であり、2022年4月2日から愛国党によってカンポ・グランデの65番目の市長を務めている。彼女は2017年から2022年までマルキーニョス・トラッドの施政でカンポ・グランデの副市長を務めた。
ブラジルのパラナ州内にあるグラン・デスリオスで生まれた彼女は、9歳のときに、家族と一緒にマットグロッソ・ド・スル州のカンポ・グランデに引っ越した。
彼女は法と神学の学位、行政学と都市管理の大学院の学位を持っている。彼女はまた、ブラジル・コーチング研究所（IBC）のコーチ兼リーダーコーチでもある。
彼女は法科大学院の費用を支払うためにアイスクリームの販売に取り組み始め、弁護士を務め、刑務所制度管理局（Agepen）で4年間働いた。
彼女はまた、いくつかの社会的プロジェクトを開発した。彼女は2期にわたって副市長に選出され、現在はカンポ・グランデ県に就任している。アドリアーネは副官 (state deputy) のリディオ・ロペスと結婚しており、2人の子供がいる。彼女は、2017年1月1日から2022年4月1日まで、社会扶助を目的としたプロジェクトの開発を支援したときに、カンポ・グランデの副市長を務めた。
2022年4月2日、彼女はカンポ・グランデの市長になった。    